# Technomyrmex difficilis
Technomyrmex difficilis es una especie de hormiga del género Technomyrmex, subfamilia Dolichoderinae. Fue descrita científicamente por Forel en 1892.
Se distribuye por Madagascar, Reunión, Seychelles, Sudáfrica, Antigua y Barbuda, Honduras, Jamaica, Puerto Rico, San Cristóbal y Nieves, Estados Unidos, Borneo, Indonesia, islas Krakatau, Laos, Malasia, Filipinas, Arabia Saudita, Singapur, Taiwán, Tailandia, Timor-Leste, Vietnam, Australia, Guam, Hawái y Micronesia. Se ha encontrado a elevaciones de hasta 1550 metros. Vive en microhábitats como la vegetación baja, la hojarasca y nidos.